# Nuoto ai VII Giochi asiatici
Il nuoto ai Giochi asiatici 1974 ha visto lo svolgimento di 25 gare, 15 maschili e 10 femminili.

## Medagliere
| # | Nazione       | Oro | Argento | Bronzo | Totale |
| - | ------------- | --- | ------- | ------ | ------ |
| 1 | Giappone      | 22  | 12      | 8      | 42     |
| 2 | Corea del Sud | 2   | 1       | 0      | 3      |
| 3 | Israele       | 1   | 0       | 1      | 2      |
| 4 | Cina          | 0   | 8       | 2      | 10     |
| 5 | Filippine     | 0   | 2       | 9      | 11     |
| 6 | Singapore     | 0   | 2       | 5      | 7      |

## Podi
WR: Record del mondo
AR: Record asiatico
CR: Record dei campionati

### Uomini
| Evento               | Oro                 | Perform. | Argento             | Perform. | Bronzo              | Perform. |
| Stile libero         |                     |          |                     |          |                     |          |
| 100 m                | Dan Brener          |          | Lin Senlin          |          | Akira Iida          |          |
| 200 m                | Yukio Horiuchi      |          | Cho Oh-yun          |          | Dan Brener          |          |
| 400 m                | Cho Oh-yun          |          | Shuji Ono           |          | Kaname Sakamoto     |          |
| 1500 m               | Cho Oh-yun          |          | Shuji Ono           |          | Edwin Borja         |          |
| Dorso                |                     |          |                     |          |                     |          |
| 100 m                | Tadashi Honda       |          | Gerardo Rosario     |          | Toshimitsu Yamamoto |          |
| 200 m                | Tadashi Honda       |          | Gerardo Rosario     |          | Toshimitsu Yamamoto |          |
| Rana                 |                     |          |                     |          |                     |          |
| 100 m                | Nobutaka Taguchi    |          | Lu Huankai          |          | Kenichi Ueda        |          |
| 200 m                | Nobutaka Taguchi    |          | Ding Youcai         |          | Kenichi Ueda        |          |
| Farfalla             |                     |          |                     |          |                     |          |
| 100 m                | Hideaki Hara        |          | Luo Zhaoying        |          | Yasuhiro Komazaki   |          |
| 200 m                | Yasuhiro Komazaki   |          | Hideaki Hara        |          | Luo Zhaoying        |          |
| Misti                |                     |          |                     |          |                     |          |
| 200 m                | Jiro Sasaki         |          | Tsuyoshi Yanagidate |          | Jairulla Jaitulla   |          |
| 400 m                | Tsuyoshi Yanagidate |          | Jiro Sasaki         |          | Luo Zhaoying        |          |
| Staffette            |                     |          |                     |          |                     |          |
| 4x100 m stile libero | Giappone --- ---    |          | Cina --- ---        |          | Filippine --- ---   |          |
| 4x200 m stile libero | Giappone --- ---    |          | Cina --- ---        |          | Filippine --- ---   |          |
| 4x100 m misti        | Giappone --- ---    |          | Cina --- ---        |          | Filippine --- ---   |          |

### Donne
| Evento               | Oro                                                                       | Perform. | Argento                                                     | Perform. | Bronzo                                                           | Perform. |
| Stile libero         |                                                                           |          |                                                             |          |                                                                  |          |
| 100 m                | Yoshimi Nishigawa                                                         |          | Motoko Osawa                                                |          | Elaine Sng                                                       |          |
| 200 m                | Yoshimi Nishigawa                                                         |          | Fusae Nakamura                                              |          | Elaine Sng                                                       |          |
| 400 m                | Fusae Nakamura                                                            |          | Elaine Sng                                                  |          | Atsuko Sakai                                                     |          |
| Dorso                |                                                                           |          |                                                             |          |                                                                  |          |
| 100 m                | Suzuko Matsumura                                                          |          | Taeko Sudo                                                  |          | Yeo Su Ming                                                      |          |
| Rana                 |                                                                           |          |                                                             |          |                                                                  |          |
| 100 m                | Toshiko Haruoka                                                           |          | Yoko Yamamoto                                               |          | Nancy Deano                                                      |          |
| 200 m                | Toshiko Haruoka                                                           |          | Yoko Yamamoto                                               |          | Nancy Deano                                                      |          |
| Farfalla             |                                                                           |          |                                                             |          |                                                                  |          |
| 100 m                | Yasue Hatsuda                                                             |          | Yukari Takemoto                                             |          | Tay Chin Joo                                                     |          |
| Misti                |                                                                           |          |                                                             |          |                                                                  |          |
| 200 m                | Yoshimi Nishigawa                                                         |          | Yukari Takemoto                                             |          | Nancy Deano                                                      |          |
| Staffette            |                                                                           |          |                                                             |          |                                                                  |          |
| 4x100 m stile libero | Giappone Hiroko Kaneda Motoko Osawa Kayo Shibata Yoshimi Nishigawa        |          | Cina Cao Yunhua ---                                         |          | Singapore Justina Tseng Esther Tan Tay Chin Joo Elaine Sng       |          |
| 4x100 m misti        | Giappone Suzuko Matsumura Toshiko Haruoka Yasue Hatsuda Yoshimi Nishigawa |          | Singapore Yeo Su Ming Justina Tseng Tay Chin Joo Elaine Sng |          | Filippine Grace Justimbaste Nancy Deano Susan Papa Betina Abdula |          |